# Biserica evanghelică din Roandola
Biserica evanghelică din Roandola, comuna Laslea, județul Sibiu, a fost construită în secolul XV. Figurează pe lista monumentelor istorice, cod LMI  SB-II-a-B-12523.

## Note

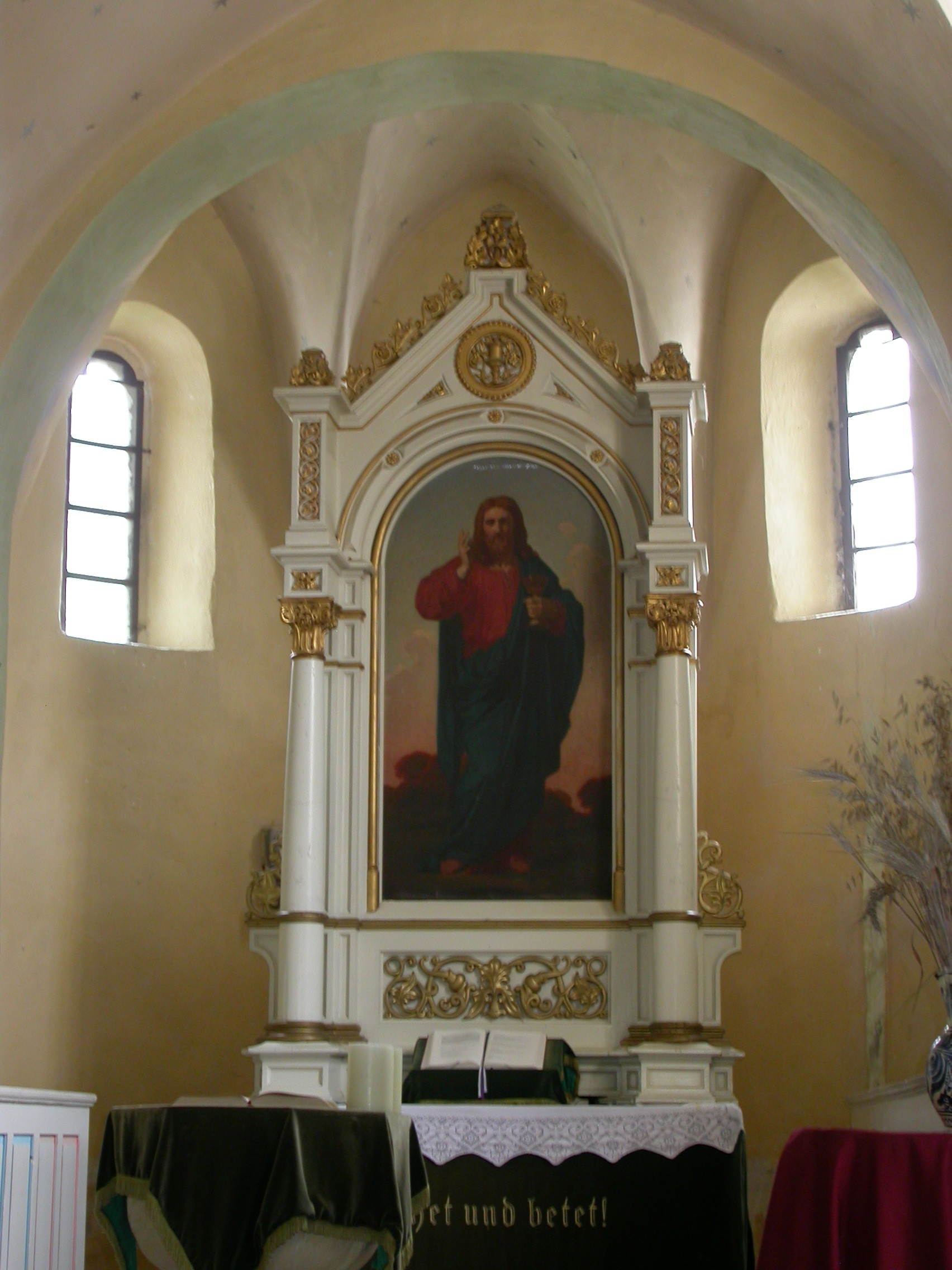
Altarul, datat 1881

## Localitatea
Roandola, mai demult Roandala, Roandela, Rudeiu (în germană Rennenthal, Rennthal, Rondeln, Rauthal, în trad. "Valea Aspră", în maghiară Rudály) este un sat în comuna Laslea din județul Sibiu, Transilvania, România.

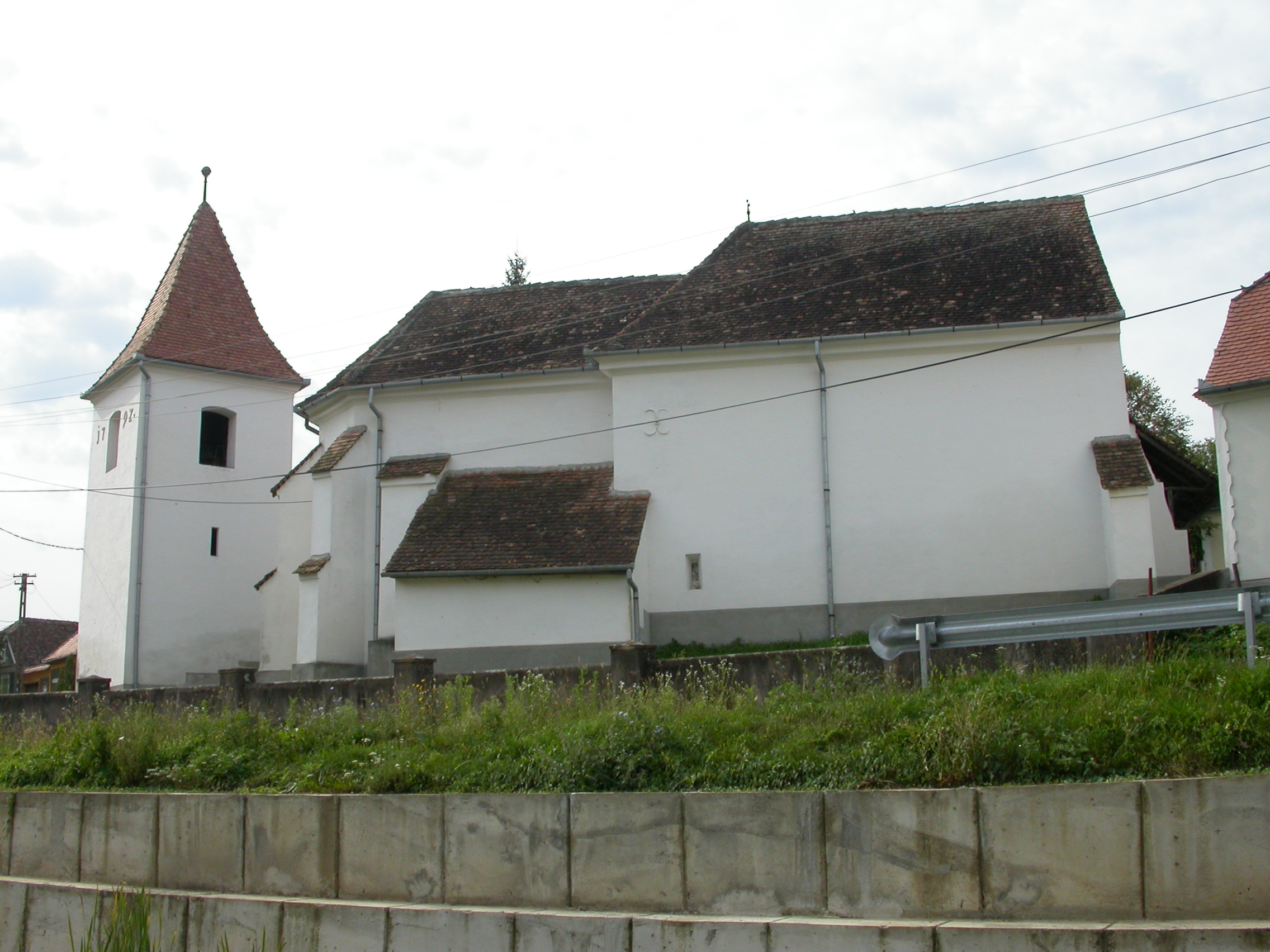
Ansamblul bisericii evanghelice din Roandola

## Biserica
Biserica evanghelică din Roandola a fost construită în 1792 în locul unei biserici gotice tip sală, din care s-a păstrat corul sprijinit de contraforturi. Bolta corului este în stil gotic, iar nava are tavan simplu. Altarul a fost construit în 1881 de meșterul Wilhelm Horbiger, tabloul altarului a fost pictat de Karl Dörshclag. Amvonul este de piatră și are un baldachin din lemn, fiind datat 1775. Orga a fost construită în 1857, de Samuel Binder din Sighișoara. Cristelnița este din piatră, în formă de potir.

## Vezi și
- Roandola, Sibiu